# Living for Love
Living for Love – utwór amerykańskiej wokalistki Madonny pochodzący z albumu Rebel Heart (2015) i zarazem pierwszy promujący go singiel wydany 20 grudnia 2014 roku. Wśród twórców utworu oprócz Madonny są Diplo, Ariel Rechtshaid, Maureen McDonald i Tobias Gad. Teledysk do singla miał premierę 5 lutego 2015 roku w aplikacji Snapchat, a 6 lutego w serwisie Vevo. „Living for Love” był promowany między innymi poprzez występy na galach Grammy Awards i BRIT Awards. Utwór odniósł umiarkowany sukces na całym świecie, choć nie udało mu się pojawić chociażby na amerykańskiej liście Hot 100. Jednak singiel zdołał wspiąć się na pierwsze miejsce listy Hot Dance Club Songs.

## Listy przebojów
| Kraj/Lista                                | Najwyższa Pozycja |
| ----------------------------------------- | ----------------- |
| Argentyna (Airplay)                       | 17                |
| Kanada (Canadian Hot 100)                 | 92                |
| Francja (SNEP)                            | 50                |
| Niemcy (Official German Charts)           | 40                |
| Węgry (Single Top 40)                     | 12                |
| Izrael (Media Forest)                     | 4                 |
| Japonia (Japan Hot 100)                   | 11                |
| Hiszpania (PROMUSICAE)                    | 21                |
| Włochy (FIMI)                             | 30                |
| Wielka Brytania (Official Charts Company) | 26                |
| Stany Zjednoczone (Mainstream Top 40)     | 36                |